# 越谷市立大相模小学校
越谷市立大相模小学校（こしがやしりつ おおさがみしょうがっこう）は、埼玉県越谷市大成町にある公立小学校。

## 概要
越谷市の公立小学校の中で最も東に位置する。

## 沿革
- 1873年 - 開校

## 教育目標
「自ら学び 生活する子」
- 進んで学ぶ子
- 豊かな心を持った子
- 明るくたくましい子[1]

## 通学区域
- 東町一丁目 - 全域
- 東町二丁目 - 全域
- 東町三丁目 - 全域
- 東町五丁目 - 全域
- 相模町三丁目 - 全域
- 相模町五丁目 - 全域
- 相模町六丁目 - 一部
- 大成町一丁目 - 全域
- 大成町二丁目 - 全域
- 大成町六丁目 - 全域
- 大成町七丁目 - 全域
- 大成町八丁目 - 全域
- レイクタウン一丁目 - 全域
- レイクタウン二丁目 - 全域
- レイクタウン三丁目 - 全域
- レイクタウン四丁目 - 全域
- レイクタウン五丁目 - 全域[2]